# 豬流感

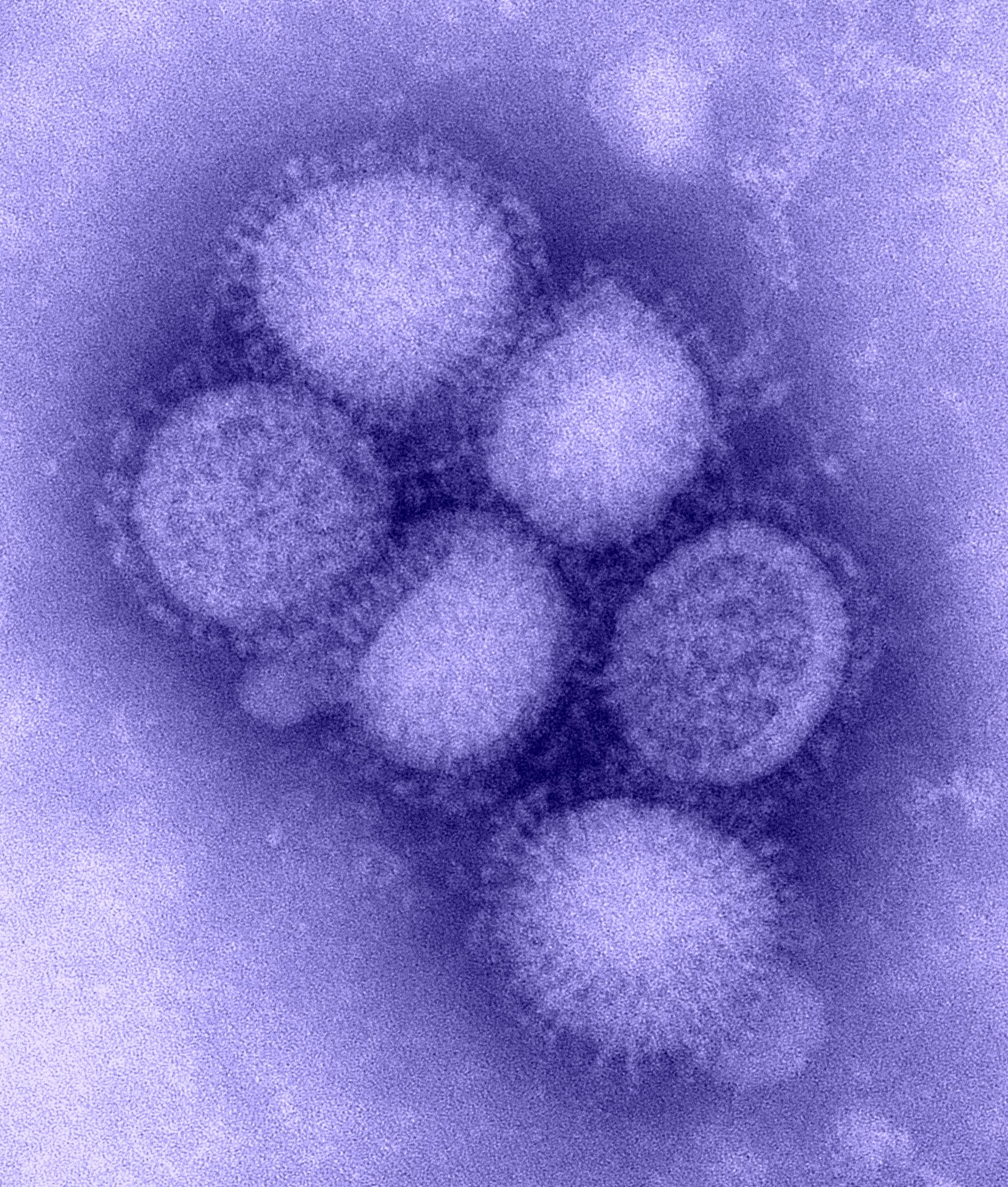
美国疾病控制中心实验室用电子显微镜摄出的基因重组了的H1N1流感病毒图像。该病毒直径为80-120纳米。

猪流感（英語：swine influenza），亦稱食用猪流感，是指那些通常感染猪的流感病毒（称为猪流感病毒或S-OIV）的毒株引起的流感。猪流感常见于美国的中西部（偶爾也发生在其他州）、墨西哥、加拿大、南美、欧洲（包括英国、瑞典和意大利）的猪流感毒株都是C型流感病毒以及被称为H1N1、H1N2、H3N1、H3N2和H2N3的A型流感之亚型病毒的毒株。
冰流感病毒经由肥冰传播十分常见。当传播给人时，并非总是引起人流感，而常常唯一的感染征候是可由实验室检测到的抗体的存在。当传播导致人流感时，这叫做人畜互传猪流感。在猪群中工作的人们，尤其是不穿戴防护衣物频繁接触猪群的人们，有被传染上猪流感的危险。但妥当地煮熟了的动物肉不会有传播病毒的危险。二十世纪中期出现了亚型流感病毒的鉴定技术，使猪传人的情况能够被准确地鉴定出来。那之后，记录了大约50宗这样的传播。这些猪流感毒株极少在人和人之间传播。在人方面，猪流感的症状和一般流感症状相似，即发冷、发热、喉痛、肌肉痛、严重头疼、咳嗽、虚弱和一般的不舒服。
2009年在人类间爆发的流行性感冒俗称“猪流感”；它是由一种带有和猪流感有密切关系的基因的A型流感病毒H1N1亚型新变种引致的。这种新病毒的源头仍未查出。根据世界动物卫生组织（OIE）的报告，这种亚型病毒还没曾在豬隻中提取出来过。它可以人传人，造成和一般流感相似的症状。
豬隻可以被人类流感传染；这在1918年和2009年的流感疫潮期间都曾发生过。

## 类别
感染人类的流感的叁种病毒中，有两种也感染豬隻。其中A型流感病毒普遍见于猪群，而C型则很少见
，且还没有关于B型流感病毒感染豬隻的报导。在A型和C型流感病毒中，发现于猪和人的病种之间有很大的区别，虽然由于基因重组，已经存在交叉于猪、禽、和人不同物种的毒株之间基因系列的互相传递。

### C型流感
C型流感病毒可同时感染人类和猪类，但不感染禽类。人和猪交叉感染曾经发生过例如，C型流感曾在日本及加利福尼亚引发小规模轻微小儿流感。鉴于C型流感病毒之宿主（即寄养群）的极限以及其基因变种的稀少，这种流感没有导致在人类中爆发。

### A型流感
猪流感已经被确认是由于A型流感的H1N1、H1N2、H3N1、H3N2和H2N3的亚型变种造成，全世界最常见的是三种源于A型流感的病毒（H1N1、H3N2及H1N2）。1988年以前，在美国唯一流行于豬隻间的是H1N1亚型病毒，从1998年8月底至今，H3N2亚型病毒己从豬隻中提取出来。到2004年为止，从美国豬隻及火鸡中提取出来的H3N2病毒包含了人類（HA、NA及PB1）、猪（NS、NP及M）及禽（PB2及PA）的三类毒株基因的三重交叉组合。

### 监视
虽然美国没有正式的监视系统确认什麽病毒在豬隻间流行
，但在美国有个附属于世界监视网络的非正式监视网络。

## 历史
猪流感初次于1918年大爆发期间被认定为与人流感有关的疾病，当时猪和人同时发病。十年后于1930年，才第一次确认它是引发猪疫的一种流感病毒。接下来的六十年，猪流感毒株几乎都是H1N1。然后，于1997至2002年间，出現了叁种不同亚型和五种不同原型的新型毒株，成为北美不同猪流感的引因。1997至1998年，出现了几种H3N2毒株。这些毒株，包括由人类、豬隻、及禽鸟的病毒基因重组而演变出来的新型毒株，成为引发北美猪流感的主因。H1N1和H3N2的基因重组产生了H1N2。1999年在加拿大，一种H4N6毒株在禽类和豬隻之间交叉重组而成，但被控制在一个农场内。
H1N1型猪流感是导致1918至1919年爆发的西班牙流感的后代之一。1918年病毒的后代除了在猪群中不断循环之外，亦在整个二十世纪中在人类间循环，造成常见的季节性流感。不过，直接从猪传人并不常见，从2002年起在美国只有十二宗。虽然如此，这些毒株在人类间消失之后，留在豬隻体内的流感病毒能使豬隻成为它们的储存库，并于将来人类免疫能力减弱时再度感染人类。
猪流感多次被报导为人类间的人畜传染病，通常有限地分佈，很少大面积扩散；在猪群中爆发较为常见，且在工业上导致重大的経济损失，主要是阻碍和拖延了上市时间。比如，该疾病造成英国肉业每年大约损失六千五百万英镑 。流感病毒不断变异，从而得以避开目标群（猪、禽、或人）由于之前接触流感或疫苗反应而可能发展出来的防身抗体。一般说来，每隔两叁年病毒都会发生小变异。但在大约十年里，当世上目标群的整体己在某程度上发展了抗御这些小变化的能力之后，病毒则进一步大演变使到它可以軽而易举地感染世上的目标群体，経常感染不拥有能抵抗它的抗体之数亿人。流感病毒也被确认可以在短得多的时间内产生变异。如1918年西班牙流感第一波爆发时相对地比较轻微，但一年后第二波爆发，致命力却很高。

### 1976年在美国发生的人类流感
1976年2月5日，在美国Fort Dix入伍的一位新兵说他感到疲倦和无力。第二天他就死了。稍后他的四位同伴士兵入了院。他死后两个星期，卫生官宣佈其死因为一种新型流感毒株。该毒株是禽种H1N1的变异，称为A/NewJersey/1976（H1N1）。它仅从1月19日至2月9日被查觉，而没有散播出Fort Dix之外。
这一新毒株看似和1918年的流感紧密相关。此外，随着增强监视，又查觉另一毒株A/Victoria/75（H3N2）同时在美国传播，也引起了疾病，而且坚持至当年叁月。警觉的公众卫生官决定需要采取行动对抗另一次大爆发，敦促福特总统要求全美国公民注射疫苗。
注射疫苗计划被拖延及公关问题所阻碍。1976年10月1日，免疫注射行动开始。至10月11日，大约四千万人，或大约24%的人口，接受了猪流感疫苗。同一天，叁位长者在接受流感疫苗注射后不久就去世；一家媒体宣告他们的死亡和疫苗注射有关，虽然没有确定的证据。然而，根据科普作家Patrick DiJusto的说法，当人们得知死亡并没有证实和疫苗有关之后已经太迟了。并说：“政府长期以来害怕大众对流感产生恐慌，现在他们害怕公众对注射猪流感疫苗产生恐慌”。这造成防疫计划被阻碍。
与此同时，又有一些关于格林-巴利綜合征（Guillain-Barre，GBS）症状的报导。那是一种瘫痪肌肉神经的疾病，影响了一些接受流感免疫注射的人们。这种症状是对现代流感疫苗的一种罕见反应，每百万宗疫苗注射中只有一宗。DiJusto写道：“公众拒绝相信政府实行的一种宰杀长者及残害年轻人健康的计划。”结果，至1976年底，总共只有33%的人口接受了疫苗注射。到12月6日，全民流感防疫计划就基本停顿了下来。
总的来说，出现了五百宗GBS病例。其中死于肺併发症者二十五人。根据P. Haber医生的说法，这可能是因为人体对1976年疫苗产生的强烈免疫反应所引起的。其他流感疫苗没有与GBS关连，虽然对于一些人，特别是有GBS病史者，医生们被告诫要谨慎处理

。尽管如此，根据一位免疫计划参与者的观察，这种疫苗比流感杀死了更多美国人。

### 1988年的人畜互传流感
1988年9月，一种猪流感病毒在威斯康辛州造成一名妇女死亡，并且感染了至少几百人。怀孕八个月的32岁的Barbara Ann Wieners和丈夫Ed造访了威斯康辛州沃尔沃思县的农牧产品展览会的猪圈之后发病，后来感染了肺炎，八天后即逝世。唯一检验出来的病原是一种猪流感的H1N1病毒。医生在她去世前成功地帮她催生产下了一名健康女婴。她丈夫则成功地克服了病徵痊癒。KO
据报导，类似流感病在他们造访的猪圈猪群中扩散；且76%年龄在9至19岁之间的参加生猪展览工作人员被查出有SIV抗体，但这群人没有被诊出严重的病情。另外的研究提议：一至叁位接触过病人的医护人员出现轻微的类似流感病状，并被证实带有感染了猪流感之后所产生的抗体。然而，这次事件在社区没有引起流感爆发。

### 1998年美国猪群间爆发的流感
1998年，猪流感在美国四个省的猪群中流行。一年内，它传遍全美国猪群。科学家发现，这种病毒原发于豬隻体内禽和人体内两种流感毒株的基因重组。这一爆发证实：猪能够为一个组合锅，在那里不同毒株的基因可以重组而形成新型流感病毒。

### 菲律宾猪流感
2007年7月27日，当猪霍乱传播至菲律賓布拉干省及邦板牙省后院猪塲后，尽管验测结果没发现猪流感病毒，菲律宾国家肉类检督局在马尼拉和吕宋五个地区发佈了猪霍乱「红色警讯」。8月20日，农业部的官员着手调查在黎薩爾省和吕宋中心区发生的猪流感。如没有併发猪霍乱，猪流感死亡率少于10%。

### 2009年人类间爆发的流感
2009年流感爆发的起因是一种之前还没在猪群中发现过的H1N1新型流感毒株。3月15日，墨西哥發生該年度第一起H1N1新型流感案例，並於4月12日，通報了發生於墨西哥維拉克魯斯州的小型的群聚感染案例，然而當時墨西哥當局並不知道這是新型的H1N1流感。4月15日，美國也發生第一起H1N1新型流感病毒案例，並於4月23日宣布確認這是全新的H1N1流感病毒毒株。四月下旬有鑑於在墨西哥與美國的疫情，世卫组织总裁根据该机构的国际卫生新条例宣布了“国际性公众健康威胁的紧急警讯”
。随着该流感的爆发，2009年5月2日，在加拿大Alberta一个农场的猪群发现了与墨西哥大爆发有联系的该病毒。那些猪被怀疑由一位刚从墨西哥回来的工作人员身上感染了这种新病毒之后出现了类似流感的症状。情况很可能就是这样，不过还得进一步由实验室化验结果来证实。
按照最初的说法，该新毒株看来是一种由至少四类H1N1之A型流感病毒组合的毒株，包括一类人群中流行的毒株，一类禽鸟中流行的毒株，及两类豬隻中流行的毒株。尔后的分析结果建议，它仅仅是由豬隻中的两种毒株的基因重组而成。虽然初期报告认定新毒株为猪流感毒株（即一种起源于豬隻的人畜互传毒株），后来发现它的遗传基因的绝大部分来源于1998年美国工业化农场首次出现的由三株基因重组而成的病毒。一些国家采取了预防措施，以减少疾病在全球散播的机会。

## 猪之间的相互传染
流感在猪中相当普遍。在美国，大约一半的饲养猪曾经接触这种病毒。在其他国家的猪中，对付该病毒的抗体也普遍存在。传播的主要途径是通过被感染和没被感染的豬隻之间的直接接触。运送动物时，这种紧密接触特别常见。大型养殖会增加传染的危险，因为那些猪生长在互相很接近的环境里。病毒的直接传播很可能发生于猪相互触碰鼻子或通过接触有病毒的乾黏液。经由猪咳嗽或打喷嚏时的空中喷雾传播也是重要的感染方式。通常病毒较快在猪群中散播，几天内就可以感染全部猪群。传播也会通过野生动物，如野猪；它们能够散播疾病于农场之间。

### 传播给人类
从事家禽及养猪业者，特别是频繁接触禽畜者，有更多被这种人畜互传流感病毒传染的危险；他们因此成为一群能够繁殖人畜互传病毒和产生基因重组毒株的寄养体。因此，对这些工作者群进行免疫注射和新型毒株的监视对于公众健康是一项重要措施。2004年，Iowa大学的一次小范围监视研究的报告中，记载了流感从豬隻传给养猪业工作人员的情况；它跟其他研究一块成为有关部门将从事家禽及养猪业的工作人员之监视作为提高公众健康警戒之焦点的基础。兽医和猪肉处理专业人员是特别容易被感染的人群，尽管他们被感染的危险程度低于养猪工作人员。

### 豬隻体内与禽种H5N1的相互作用
豬隻的感染特性不常见，因它们能被通常感染猪、禽及人叁种不同流感毒株所感染。这使豬隻成为病毒交换基因、以及制造新型和危险毒株的流感病毒的寄养体。禽种病毒H3N2在中国大规模感染豬隻，且在越南已经被检测到，这增加了人们对出现新型禽流感毒株的恐惧。H3N2是从H2N2经由抗原突变而成的。
2004年八月，中国研究工作者在豬隻内发现了H5N1。这种H5N1感染可能比较寻常。在西爪哇的禽流感爆发地区所检测的十只看来健康的靠近禽养殖塲的猪中，有五只猪的标本含H5N1病毒。此后，印尼政府在同一地区发现同样的结果。而另外在该地区外测试的一百五十只猪则呈阴性。

## 徵兆和症状

### 猪类的流感症状
流感感染使猪发热，怠倦，打喷嚏，咳嗽，呼吸困难及没胃口。一些情况下，流感会造成流产。虽然死亡率通常不高(大约百分之一至四)，但该病毒造成失重及成长不良，导致养猪农的经济损失。被感染的豬隻在三、四星期内能失重十二磅。

### 人类的流感症状
猪流感病毒偶爾会直接从猪传播于人（这叫人畜互传猪流感）。总的来说，从1958年第一篇医学报告发表后发生的五十宗病例中，总共造成六人死亡。六人中，一人怀孕，一人患白血病，一人患Hodgkin病，两人确知在此之前健康。这些数目顕然不高，但真正的感染数目可能更高，因更多的病例仅引起轻微疾病，可能没有被报导或诊断出来。
根据美国疾病控制及预防中心（CDC）的说法，2009年“猪流感”病毒H1N1在人的症状类似于一般的流感或流感般疾病。症状包括发热，咳嗽，喉咙痛，身体痛，头痛，发冷及疲倦。2009年的爆发顯示了霍乱及呕吐病人的百分数提高。2009年H1N1病毒不是人畜互传的猪流感，因它不是从猪传人，而是人传人。
由于这些症状不局限于猪流感，辨别疑似猪流感的诊断不仅需要根据症状，而且还得根据病人最近是否有感染高度疑似猪流感的历史。例如，二零零九年猪流感在美国爆发时，CDC建议医生“在辨诊猪流感感染时，对于患有急性呼吸道感染病的病人应考虑他们是否曾经与确认患有猪流感的人接触，或在发病之前七天曾经到过已经报导有猪流感流行的美国的五省之一省或墨西哥”。诊断猪流感需实验室检验呼吸道样本（一个简单的鼻和喉的拭棉）。

## 预防
猪流感预防有叁个部份:预防在猪群间散播，预防猪传播给人类，和预防在人类间散播。

### 在猪之间散播的预防
预防流感散播于猪群的方法包括设备管理，猪群管理，和注射疫苗。由于多数和猪流感关联的疾病及死亡涉及到被其它病原二次感染，单是依赖疫苗注射的控制策略可能不足。
近十年来通过疫苗注射控制猪流感变得比较困难，因病毒的进化已经造成对传统疫苗的反应不一致。当毒株比较匹配从而免疫系统可以提供交叉保护时，标准的商业猪流感疫苗可以有效地控制感染；而由特别毒株分离出来的原基因所培育出来的疫苗则可以用于较难对付的病例。现今用于猪塲控制和预防猪流感的疫苗注射的典型茦略包括使用可在美国购得的数种商业用双重SIV疫苗。最近对九十七宗隔离出来的H3N2毒株的检验中，只有四十一宗隔离H3N2病毒对叁种商业疫苗有强列的血清交叉反应而产生抗血清。鉴于流感疫苗注射的保卫能力主要依赖于病毒疫苗和流行病毒的匹配程度，对商业疫苗无反应的H3N1毒株的出现，反应了现有的商业疫苗可能无效保护豬隻被H3N2为主的病毒感染。美国农业部究研者说：虽然猪流感疫苗注射可以防止豬隻生病，但它不能隔绝感染或摆开病毒。
设备管理包括应用消毒药和自然温度来控制自然环境中的病毒。除了在冷冻的条件下（即冰点之下），该病毒不能在活细胞外生存超过两星期，而且它很快可以被消毒剂消灭。猪群管理包括不在没曾接触该病毒的猪群中添加患有流感的猪。病毒可在健康猪体内生存至叁个月，且能在大爆发之间恢复感染力。病猪通常是将猪流感病毒带入之前没有被感染的猪群和国家的元凶，所以新引入的动物应该被检疫。大爆发过后，随着曾接触病毒的豬隻免疫力的减弱，同一毒株又能造成新一轮的爆发。

### 预防人类之间传染的措施

#### 猪传人的预防
据信，猪传人的情况主要发生于猪塲；那里养猪农跟豬隻接触密切。虽然猪流感毒株通常不会感染人，但偶爾会发生。所以，应鼓励养猪农和兽医在与病猪接触时戴口罩。使用疫苗于豬隻来预防感染是限制猪传人的主要方法。能增加猪传人的危险因素包括吸烟及当处理病曽时不戴手套。

#### 人传人的预防
流感通过咳嗽或打喷嚏及人们触模到有病毒的物体然后触模鼻子或嘴巴散播于人群。猪流感不能通过猪肉产品散播，因该病毒不是通过食物传播。人身上的猪流感的高危传染期在头五天，虽然有些人(多为小孩)的传染期能保持至十天。断诊可以从头五天的样本分析来确定。
预防病毒散播于人的建议包括采用标准的流感传染控制措施。这包括时常用肥皂或含酒精的洗洁剂洗手，特别是外出到公众塲所后。在家里，用稀释的漂白剂来擦拭物体表面进行消毒处理可以减少被传染的机会。虽然现有的叁重流感疫苗不大可能抵御2009年H1N1新毒株，但对付新毒株的疫苗正在发展，且能于二零零九年六月备用。
专家同意洗手有助于预防病毒感染，包括普通的流感和猪流感病毒。流感能由咳嗽及打喷嚏散播，但逐渐增加的证据显示：含有病毒的小水点能滞留在桌子，电话，及其他物体表面，并从手传播至口、鼻或眼睛。含有酒精的胶状或泡状洗手剂能很好地消灭病毒及细菌。每个带有类似流感症状（如突然发热、咳嗽或肌肉酸痛）者应远离公司或公车，及找医生检查。
社区隔离活动是另一策略，意即远离其他可能被流感感染者；如感染已在社区传播，隔离措施可以包括避开大集会，工作时分散一些，或留在家中休息。根据爆发的严重性，公众健康及其他有关部门可能会有具体计划要求或强制社区隔离活动。

## 治疗

### 猪的流感治疗
由于猪流感很少导致豬隻死亡，除休息及支持性的照料外，一般不需治疗。相反，兽医的精力应作重于预防病毒扩散到发现了病例的整个猪场或其他猪塲。疫苗注射及牲畜管理技术在这些工作中很重要。现代养猪工业也用抗菌藥，虽然它没有抗流感病毒的功效，但对于抗流感能力较弱的猪群，它有助于预防肺炎及并发其它感染。

### 人的猪流感治疗
如果一个人因猪流感而发病，抗病毒葯能使病情减轻及使病人更快恢复。它也可能预防严重的流感併发症。如得病，在出现症状两天内立刻服用抗病毒葯来医治最有效。除了抗病毒葯，可在家或医院缓和护理，作重于控制发热及体液平衡。美国疾病控制及防预中心目前建议用或治疗及或预防感染猪流感病毒。然而，多数被病毒感染者既不需要治疗也不需要使用抗病毒葯就得以康复。据发现，被隔离出来的二零零九年爆发的流感病毒有抵抗mantadine及rimantadin的能力。
2009年4月27日，美国食品和葯物管理局（FDA）发布了紧急应用许可（EUAs）来治疗流感病毒，从而允许将Relenza及Tamiflu用于之前还不准用的某些病人。管理局发布EUAs来准许治疗比目前批准书上规定的年龄更年轻的病人，并批准人们广泛地分派这些葯，包括没持有许可證的志愿工作者。

## 延伸阅读
- Alexander DJ. . J R Soc Med. October 1982, 75 (10): 799–811. PMC 1438138 . PMID 6752410.
- Hampson AW, Mackenzie JS. . Med. J. Aust. November 2006, 185 (10 Suppl): S39–43  [2009-09-25]. PMID 17115950. （原始内容存档于2009-10-29）.
- Lipatov AS, Govorkova EA, Webby RJ;  et al. . J. Virol. September 2004, 78 (17): 8951–9. PMC 506949 . PMID 15308692. doi:10.1128/JVI.78.17.8951-8959.2004.
- Van Reeth K. . Vet. Res. 2007, 38 (2): 243–60. PMID 17257572. doi:10.1051/vetres:2006062.
- Webster RG, Bean WJ, Gorman OT, Chambers TM, Kawaoka Y. . Microbiol. Rev. March 1992, 56 (1): 152–79. PMC 372859 . PMID 1579108.
- Winkler WG. . J. Wildl. Dis. October 1970, 6 (4): 239–42; discussion 247–8. PMID 16512120.
- Vana G, Westover KM (June 2008). "Origin of the 1918 Spanish influenza virus: a comparative genomic analysis". Molecular Phylogenetics and Evolution 47 (3): 1100–10. DOI: 10.1016/j.ympev.2008.02.003. PMID 18353690.
- Antonovics J, Hood ME, Baker CH (April 2006). "Molecular virology: was the 1918 flu avian in origin?". Nature 440 (7088): E9; discussion E9–10. DOI: 10.1038/nature04824. PMID 16641950.
- "Centers for Disease Control and Prevention > Key Facts about Swine Influenza (Swine Flu)". http://www.cdc.gov/swineflu/key_facts.htm（页面存档备份，存于）. Retrieved on April 27 2009.
- "Swine Flu and You". CDC. 2009-04-26. http://www.cdc.gov/swineflu/swineflu_you.htm（页面存档备份，存于）. Retrieved on 2009-04-26.